# We the People (Adrenaline Mob)
We the People è il terzo album in studio del gruppo musicale statunitense Adrenaline Mob, pubblicato nel 2017.

## Tracce
1. King of the Ring – 4:21
2. We the People – 4:14
3. The Killer's Inside – 5:53
4. Bleeding Hands – 4:53
5. Chasing Dragons – 4:09
6. Til the Head Explodes – 4:32
7. What You're Made Of – 3:30
8. Raise 'Em Up – 5:06
9. Ignorance & Greed – 5:22
10. Blind Leading the Blind – 4:13
11. Violent State of Mind – 5:06
12. Lords of Thunder – 6:00
13. Rebel Yell (Billy Idol cover) – 5:07

## Formazione
- Russell Allen – voce
- Mike Orlando – chitarra, cori
- David Zablidowsky – basso
- Jordan Cannata – batteria